# Megaannum
A megaannum mértékegység, egymillió évet (106) jelöl. Rövidítése: Ma.
Ugyanerre a jelentésre használják még a mya angol rövidítést is, de a tudományos szakirodalomban a Ma lassan átveszi a helyét.

## Néhány esemény megaannumban
- Az Androméda-galaxis szemünkbe jutó fényének indulása: 2,5 Ma
- A pleisztocén korszak: 1,81–0,011 Ma
- A Homo erectus kora: 1,8–0,07 Ma
- A Homo sapiens megjelenése: 0,5 Ma
- A holocén kezdete: 0,01 Ma